# Homalium jainii
Homalium jainii là một loài thực vật thuộc họ Salicaceae. Đây là loài đặc hữu của Ấn Độ.